# Tillandsia abbreviata
Espèce
Classification phylogénétique
Tillandsia abbreviata est une espèce de plantes à fleurs de la famille des Bromeliaceae, endémique de Colombie.